# Dennis Walsh
Dennis Gerard Walsh (* 16. Juli 1965 in Lima, Ohio) ist ein US-amerikanischer römisch-katholischer Geistlicher und Bischof von Davenport.

## Leben
Dennis Walsh trat er Ordensgemeinschaft der Redemptoristen in der Ordensprovinz Baltimore bei und studierte Philosophie am Saint Alphonsus College in Suffield. Das anschließende Theologiestudium am Washington Theological College schloss er mit dem Master of Divinity ab. Am 27. Mai 1992 empfing er das Sakrament der Priesterweihe. Acht Jahre später verließ er die Ordensgemeinschaft und wurde am 19. Juli 2000 in den Klerus des Bistums Toledo inkardiniert.
Nach der Priesterweihe war er in verschiedenen Pfarreien zunächst als Pfarrvikar und ab 2002 als Pfarrer tätig. Zuletzt war er ab 2015 Pfarrer dreier Gemeinden in Delphos, Landeck und Spencerville. Von 2006 bis 2016 und erneut ab 2017 gehörte er zudem dem Konsultorenkollegium des Bistums Toledo an.
Papst Franziskus ernannte ihn am 25. Juni 2024 zum Bischof von Davenport. Sein Amtsvorgänger und Erzbischof von Dubuque, Thomas Robert Zinkula, spendete ihm am 27. September desselben Jahres in der Herz-Jesu-Kathedrale in Davenport die Bischofsweihe. Mitkonsekratoren waren der emeritierte Bischof von Davenport, Martin John Amos, und der Bischof von Toledo, Daniel Edward Thomas.